# Chloroclystis canata
Chloroclystis canata är en fjärilsart som beskrevs av Walker 1862. Chloroclystis canata ingår i släktet Chloroclystis och familjen mätare. Inga underarter finns listade i Catalogue of Life.